# Helminthora
Helminthora, nom. cons., rod crvenih algi iz porodice Liagoraceae. Taksonomski je priznat kao zaseban rod. Postoji osam priznatih vrsta.
Tipična je morska alga H. divaricata (C.Agardh) J.Agardh

## Vrste
1. Helminthora anomala Vélez & Vega
2. Helminthora australis J.Agardh ex Levring
3. Helminthora divaricata (C.Agardh) J.Agardh – tip
4. Helminthora furcellata (Reinbold ex Tyson) M.T.Martin
5. Helminthora guadelupensis P.Crouan & H.Crouan
6. Helminthora lindaueri Desikachary
7. Helminthora nipponica Narita
8. Helminthora stricta N.L.Gardner